# Danh sách tập phim Mèo máy Kuro
Mèo máy Kuro được chuyển thể từ manga cùng tên và sản xuất bởi Tokyo Movie Shinsha cho TV Tokyo. Anime được phát sóng tại Nhật Bản từ 2 tháng 10 năm 1999 đến 6 tháng 1 năm 2001 gồm 66 tập.
Bài hát mở đầu của phim là Guruguru Kuro-chan của Lady Q. Có hai bài hát kết thúc là Positive Vibration của Sister K và Parapara Kuro-chan của Kyuu. Anime sau đó được phát sóng ở một số quốc gia trên thế giới và tại Việt Nam phim lên sóng HTV3 từ 7 tháng 1 năm 2009.

## Danh sách tập
| #  | Tên tập phim                                                                                         | Ngày phát sóng gốc   | Ngày phát sóng tiếng Việt |
| -- | --- | -------------------- | ------------------------- |
| 01 | "Mèo máy siêu việt ra đời!" "saikyou no nyanko tanjou!" (最強のニャンコ誕生!)                        | 2 tháng 10 năm 1999  | 7 tháng 1 năm 2009        |
| 02 | "Binh đoàn mèo nhí" "nyannyanāmī" (ニャンニャンアーミー)                                             | 9 tháng 10 năm 1999  | 8 tháng 1 năm 2009        |
| 03 | "Đại lộ địa ngục" "jigoku no haiwei" (地獄のハイウェイ)                                              | 16 tháng 10 năm 1999 | 9 tháng 1 năm 2009        |
| 04 | "Robot biết bay!" "sora tobu oyako robo shutsugen !" (空とぶ親子ロボ出現!)                           | 23 tháng 10 năm 1999 | 12 tháng 1 năm 2009       |
| 05 | "Mối tình đầu của Mikun" "mī kun no hatsukoi" (ミーくんの初恋)                                       | 30 tháng 10 năm 1999 | 13 tháng 1 năm 2009       |
| 06 | "Mikun bị bắt cóc" "mī kun yuukai jiken" (ミーくん誘拐事件)                                          | 6 tháng 11 năm 1999  | 14 tháng 1 năm 2009       |
| 07 | "Trò chơi bắt ma hoành tráng nhất trong lịch sử" "shijou saidai no onigokko" (史上最大のオニゴッコ)  | 13 tháng 11 năm 1999 | 15 tháng 1 năm 2009       |
| 08 | "Cuộc so tài giữa Mikun và Kuro" "kuromīaidoru shoubu" (クロミーアイドル勝負)                        | 20 tháng 11 năm 1999 | 16 tháng 1 năm 2009       |
| 09 | "Vật bí ẩn về phía sau ngọn đồi trường học" "gakkō no ura dentetsu" (学校の裏伝説)                   | 27 tháng 11 năm 1999 | 19 tháng 1 năm 2009       |
| 10 | "Người khổng lồ một mắt ở trong núi" "Urayama no ichi tsūme chiteījin" (裏山の一ツ目地底人)          | 4 tháng 12 năm 1999  | 20 tháng 1 năm 2009       |
| 11 | "Chuyện kể về Kotaro bí ẩn" "tensai shōnen kotarō toujou" (天才少年コタロー登場)                     | 11 tháng 12 năm 1999 | 21 tháng 1 năm 2009       |
| 12 | "Mikun bị quỷ nhập" "debirumī ara waru" (デビルミーあらわる)                                         | 18 tháng 12 năm 1999 | 22 tháng 1 năm 2009       |
| 13 | "Cuộc giải thoát ngoạn mục" "ori no naka no tataki" (檻の中の戦い)                                   | 25 tháng 12 năm 1999 | 23 tháng 1 năm 2009       |
| 14 | "Đại thí nghiệm của Tiến Sĩ Go & Kotaro" "Gō to kotaro no daijikken" (剛とコタローの大実験)          | 29 tháng 12 năm 1999 | 26 tháng 1 năm 2009       |
| 15 | "Matatabi xuất hiện!" "matatabi sanjō!" (マタタビ参上!)                                              | 8 tháng 1 năm 2000   | 27 tháng 1 năm 2009       |
| 16 | "Kuro bỏ nhà đi" "Kurochan no iede" (クロちゃんの家出)                                               | 15 tháng 1 năm 2000  | 28 tháng 1 năm 2009       |
| 17 | "Trận đối đầu trong tuyết!" "yuki no naka no daikettō!" (雪の中の大決闘!)                            | 22 tháng 1 năm 2000  | 29 tháng 1 năm 2009       |
| 18 | "Lính cứu hỏa xinh đẹp! Megumi" "bishōjō shōbō shi! Megumi" (美少女消防士! めぐみ)                   | 29 tháng 1 năm 2000  | 30 tháng 1 năm 2009       |
| 19 | "Bùng nổ! Trận đấu cơ máy" "Bakushō! batorubōgu" (爆走! バトルボーグ)                                | 5 tháng 2 năm 2000   | 2 tháng 2 năm 2009        |
| 20 | "Kuro trở thành cha!?" "Kuro, papa ni naru!?" (クロ、パパになる!?)                                   | 12 tháng 2 năm 2000  | 3 tháng 2 năm 2009        |
| 21 | "Cuộc đối đầu "lầm lẫn"" "hachamecha dai sōdatsu sen" (ハチャメチャ大争奪戦)                         | 19 tháng 2 năm 2000  | 4 tháng 2 năm 2009        |
| 22 | "Cuộc hẹn hò đầu tiên của Suzuki" "Suzuki no hatsu dēto" (鈴木の初デート)                            | 26 tháng 2 năm 2000  | 5 tháng 2 năm 2009        |
| 23 | ""Con rắn 2 chân" xuất hiện" "Hebibingā ara waru" (へビビンガーあらわる)                             | 4 tháng 3 năm 2000   | 6 tháng 2 năm 2009        |
| 24 | "Mau cứu Kotaro!" "Kotarō o sukue!" (コタローを救え!)                                                | 11 tháng 3 năm 2000  | 9 tháng 2 năm 2009        |
| 25 | "Cha của Kotaro trở về" "Kotarō no chichi kaeru" (コタローの父かえる)                                | 18 tháng 3 năm 2000  | 10 tháng 2 năm 2009       |
| 26 | "Kế hoạch bá chủ thế giới bắt đầu?!" "sekai seifuku keikaku kaishi?!" (世界征服計画開始?!)           | 25 tháng 3 năm 2000  | 11 tháng 2 năm 2009       |
| 27 | "Khởi Đầu của "Thế Giới Mới"" "i sekai koto no hajimari" (異世界・事のはじまり)                      | 1 tháng 4 năm 2000   | 12 tháng 2 năm 2009       |
| 28 | "Thành Phố Trong Sa Mạc" "sabaku ni ukabu toshi" (砂漠に浮かぶ都市)                                  | 8 tháng 4 năm 2000   | 13 tháng 2 năm 2009       |
| 29 | ""Thế Giới Khác" Sụp Đổ" "i sekai hōkai no ato" (異世界・崩壊のあと)                                 | 15 tháng 4 năm 2000  | 16 tháng 2 năm 2009       |
| 30 | "Kết Thúc Của "Thế Giới Mới"" "shūmatsu kara shin sekai he" (終末から新世界へ)                       | 22 tháng 4 năm 2000  | 17 tháng 2 năm 2009       |
| 31 | "Ngày Sinh Nhật Bí Mật Của MiKun" "Mīkun tanjō no himitsu" (ミーくん誕生のヒミツ)                    | 29 tháng 4 năm 2000  | 18 tháng 2 năm 2009       |
| 32 | "Đại Chiến Tuần Trăng Mật?!" "hanemūn dai sensō?!" (ハネムーン大戦争!?)                              | 6 tháng 5 năm 2000   | 19 tháng 2 năm 2009       |
| 33 | "Bắt Ma Trong Trường Học" "gakkō de obake taiji" (学校でオバケ退治)                                  | 13 tháng 5 năm 2000  | 20 tháng 2 năm 2009       |
| 34 | "Cuộc Đua Xổ Số Độc Đắc" "takara kuji dai batoru rēsu" (宝クジ大バトルレース)                        | 20 tháng 5 năm 2000  | 23 tháng 2 năm 2009       |
| 35 | "Cuộc tập luyện lớn của Matatabi?!" "Matatabi no dai shugyō?!" (マタタビの大修行?!)                  | 27 tháng 5 năm 2000  | 24 tháng 2 năm 2009       |
| 36 | "Defend the Little Cats!" "chibi neko tachi o mamore!" (チビネコたちを守れ!)                         | 3 tháng 6 năm 2000   | 25 tháng 2 năm 2009       |
| 37 | "Nonstop Bus Travel" "nonsutoppu basu ryokō" (ノンストップバス旅行)                                  | 10 tháng 6 năm 2000  | 26 tháng 2 năm 2009       |
| 38 | "Battle Against the White Monster" "shiroi kaibutsu to no dai batoru" (白い怪物との大バトル)         | 17 tháng 6 năm 2000  | 27 tháng 2 năm 2009       |
| 39 | "Mi No.2 Appears!" "Mīkun ni-gō tōjō!" (ミーくん2号登場!)                                            | 24 tháng 6 năm 2000  | 30 tháng 2 năm 2009       |
| 40 | "Nana Tries Her Best!" "Nanachan ganbaru!" (ナナちゃんがんばる!)                                     | 1 tháng 7 năm 2000   | 1 tháng 3 năm 2009        |
| 41 | "Revival! the Devil Returns" "Fukkatsu! Debiru sai tōjō!" (復活! デビル再登場!)                      | 8 tháng 7 năm 2000   | 2 tháng 3 năm 2009        |
| 42 | "Decisive Battle! Kuro vs. Devil" "Kessen! Kuro tai Debiru" (決戦! クロ対デビル)                     | 15 tháng 7 năm 2000  | 3 tháng 3 năm 2009        |
| 43 | "Kuro's New Home" "Kuro no ie ni o hikkoshi" (クロの家にお引っ越し)                                  | 22 tháng 7 năm 2000  | 4 tháng 3 năm 2009        |
| 44 | "Will There be no Kotaro ?" "Kotarō i naku naru?" (コタローいなくなる?)                              | 29 tháng 7 năm 2000  | 7 tháng 3 năm 2009        |
| 45 | "Fear of the Great Virus!!" "Kyōfu no dai uirusu!!" (恐怖の大ウイルス!!)                             | 5 tháng 8 năm 2000   | 8 tháng 3 năm 2009        |
| 46 | "Encounter With Matatabi" "Matatabi to no deai" (マタタビとの出会い)                                 | 12 tháng 8 năm 2000  | 9 tháng 3 năm 2009        |
| 47 | "Figh With the Crows!!" "Karasu to no tatakai!!" (カラスとの戦い!!)                                  | 19 tháng 8 năm 2000  | 10 tháng 3 năm 2009       |
| 48 | "Kid's Final Fight!!" "Kiddo saigo no tatakai!!" (キッド最後の戦い!!)                                | 26 tháng 8 năm 2000  | 11 tháng 3 năm 2009       |
| 49 | "Nyan-Nyan Land" "nyannyanrando" (ニャンニャンランド)                                                | 2 tháng 9 năm 2000   | 14 tháng 3 năm 2009       |
| 50 | "Shin. Runaway Kuro-chan!" "shin. bousou kuro chan!" (真・暴走クロちゃん!)                           | Bản mẫu:Start dảe    | 15 tháng 3 năm 2009       |
| 51 | "Kuro and Mi. Game Showdown" "kuro.mīgēmu taiketsu" (クロ・ミーゲーム対決)                           | 16 tháng 9 năm 2000  | 16 tháng 3 năm 2009       |
| 52 | "A Transfer Student with Hyper Abilities?!" "tenkousei ha chou nouryoku sha ?!" (転校生は超能力者?!) | 23 tháng 9 năm 2000  | 17 tháng 3 năm 2009       |
| 53 | "Message From Space" "uchuu kara no messēji" (宇宙からのメッセージ)                                  | 30 tháng 9 năm 2000  | 18 tháng 3 năm 2009       |
| 54 | "Attack of the YaYaYa Aliens" "kōgeki Yāyāyā boshijin" (攻撃ヤーヤーヤー星人)                        | 7 tháng 10 năm 2000  | 21 tháng 3 năm 2009       |
| 55 | "Doomsday is Coming !" "chikyuu saigo no hi ki taru !" (地球最後の日来たる!)                         | 14 tháng 10 năm 2000 | 22 tháng 3 năm 2009       |
| 56 | "Baby Birth of Fear !" "kyoufu no beibī tanjou !" (恐怖のベイビー誕生!)                              | 21 tháng 10 năm 2000 | 23 tháng 3 năm 2009       |
| 57 | "Dispute Between Kuro and Nana" "Kuro to Nana no kenka" (クロとナナのけんか)                         | 28 tháng 10 năm 2000 | 24 tháng 3 năm 2009       |
| 58 | "Returning YaYaYa" "mata ki ta yāyāyā" (また来たヤーヤーヤー)                                        | 4 tháng 11 năm 2000  | 25 tháng 3 năm 2009       |
| 59 | "Nana Becomes a Princess?" "nana ohimesama ni naru ?" (ナナお姫様になる?)                            | 11 tháng 11 năm 2000 | 28 tháng 3 năm 2009       |
| 60 | "Challenge of Matatabi" "matatabi kara no chousen jou" (マタタビからの挑戦状)                        | 18 tháng 11 năm 2000 | 29 tháng 3 năm 2009       |
| 61 | "Beautiful Muscular Woman - Great Battle!?" "kinniku bijo dai batoru !?" (筋肉美女大バトル!?)        | 25 tháng 11 năm 2000 | 30 tháng 3 năm 2009       |
| 62 | "Suzuki's Present Tactics" "Suzuki no purezento sakusen" (鈴木のプレゼント作戦)                      | 2 tháng 12 năm 2000  | 31 tháng 3 năm 2009       |
| 63 | "Enter the Scrap King" "sukurappu kingu toujou" (スクラップキング登場)                               | 9 tháng 12 năm 2000  | 1 tháng 4 năm 2009        |
| 64 | "Courier From Space" "uchuu kara no takuhai bin" (宇宙からの宅配便)                                  | 16 tháng 12 năm 2000 | 4 tháng 4 năm 2009        |
| 65 | "Kotaro's Christmas" "Kotarō no Kurisumasu" (コタローのクリスマス)                                   | 23 tháng 12 năm 2000 | 5 tháng 4 năm 2009        |
| 66 | "Great Shopping Duel Date!" "kaimono dēto dai kettō!" (買い物デート大決闘!)                          | 6 tháng 1 năm 2001   |                           |